# Mohammad Reza Rodaki
Mohammad Reza Rodaki –en persa, محمدرضا رودکی– (Teherán, 22 de febrero de 1984) es un deportista iraní que compitió en judo. Ganó tres medallas en los Juegos Asiáticos en los años 2006 y 2010, y cuatro medallas en el Campeonato Asiático de Judo entre los años 2005 y 2012.

## Palmarés internacional
| Juegos Asiáticos    | Juegos Asiáticos     | Juegos Asiáticos  | Juegos Asiáticos |
| Año                 | Lugar                | Medalla           | Categoría        |
| ------------------- | -------------------- | ----------------- | ---------------- |
| 2006                | Doha (Catar)         | Medalla de plata  | +100 kg          |
| 2010                | Cantón (China)       | Medalla de plata  | Abierta          |
| 2010                | Cantón (China)       | Medalla de bronce | +100 kg          |
| Campeonato Asiático |                      |                   |                  |
| Año                 | Lugar                | Medalla           | Categoría        |
| 2005                | Taskent (Uzbekistán) | Medalla de oro    | +100 kg          |
| 2007                | Kuwait (Kuwait)      | Medalla de plata  | +100 kg          |
| 2008                | Jeju (Corea del Sur) | Medalla de plata  | +100 kg          |
| 2012                | Taskent (Uzbekistán) | Medalla de oro    | +100 kg          |